# Emmanuele Cicogna

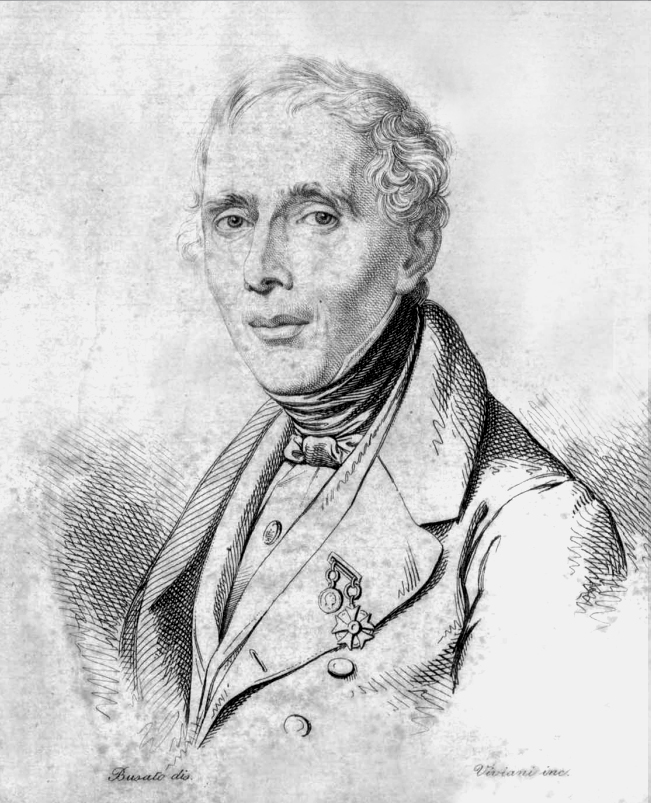
Emmanuele Cicogna

Emmanuele Antonio Cicogna  (Veneza, 17 de janeiro de 1789 – Veneza, 22 de fevereiro de 1868) foi um antiquário, escritor, editor e historiador italiano, notável pelo seu trabalho no campo da historiografia veneziana e na compilação e publicação de fontes de variados autores antigos e modernos.

## Biografia
Filho de Elisabetta Bortolucci e Giovanantonio Cicogna, notário e administrador público, teve duas irmãs inteiras e um meio-irmão do segundo casamento de seu pai. Seu avô Emmanuele Cicogna havia sido militar da armada veneziana. Sua família provinha de Creta, então um domínio da República de Veneza, onde haviam pertencido à nobreza local. Em 1736 se transferiram para a metrópole, sendo recebidos na classe nobre dos cidadãos originais. O brasão da sua família é o mesmo da antiga família patrícia e ducal Cicogna de Veneza.
Estudou gramática, retórica, filosofia e os clássicos latinos e italianos no Colégio dos Nobres de Udine, onde estabeleceu amizade com figuras ilustres, como Antonio Bartolini, Leopoldo Zuccolo, Fabio di Maniago e Luigi Lanzi, mas as condições econômicas limitadas de sua família impediram que cursasse a faculdade de Direito, como havia sido o desejo de seus pais. Voltando a Veneza em 1808, ingressou na escola do Tribunal de Apelação. Em 1811 estava de novo em Udine trabalhando como escrivão da Procuradoria Régia, e em 1813 foi nomeado escrivão do Tribunal de Apelação de Veneza, onde se fixou em definitivo. No mesmo ano foi recebido como sócio do Ateneu Vêneto, instituição ativa no campo da arte, literatura, antiguidades e tutela do patrimônio citadino. Lá entrou em contato com importantes intelectuais, como Leopoldo Cicognara, Giannatonio Moschini e Antonio Diedo, com os quais colaborou em diversos projetos.
Sua carreira jurídica não foi muito brilhante, não progrediu na hierarquia além do posto de secretário do Tribunal porque nunca obteve um diploma em Direito, mas principalmente porque seu interesse principal estava na história, literatura e antiguidades. Adepto de uma vida tranquila e metódica e sempre fiel às autoridades constituídas, não se envolveu nas violentas disputas políticas de sua geração. Apesar dessa disposição, em alguns momentos teve de lidar com a censura governamental durante o domínio austríaco, que considerou seus escritos demasiadamente favoráveis à Itália.
Ele viveu num tempo de devastação: foi testemunha da invasão, conquista e saque de Veneza por Napoleão, depois a cidade foi ocupada pela Áustria, e atravessou as agitações que levaram à formação do Reino da Itália, ao qual Veneza foi anexada. Os monumentos caíam em ruínas, grandes bibliotecas privadas e eclesiásticas eram saqueadas e dispersas, livros e manuscritos raros eram vendidos por jornaleiros nas ruas, coleções de arte eram depredadas, roubadas ou vendidas para estrangeiros, e os arquivos do Estado estavam em extrema desordem. Durante muitos anos Cicogna se dedicou, junto com seus colegas interessados em salvaguardar o que fosse possível dos testemunhos da história, a copiar inscrições e epígrafes, coletar e catalogar livros, tratados científicos, manuscritos, correspondência, documentação oficial, medalhas, lápides, epígrafes, pinturas e antiguidades, preservando um material valiosíssimo que sem sua atenção teria sido perdido.
Em 1840 foi nomeado conselheiro extraordinário da Academia de Belas Artes, em 1843 foi eleito sócio do Instituto Vêneto de Ciências, Letras e Artes, posições de grande prestígio, e outro ponto alto em sua carreira foi a colaboração na volumosa publicação Venezia e le sue Lagune, organizada em 1847 pelo conde Sagredo por ocasião do IX Congresso de Cientistas, uma espécie de guia sobre a cidade, onde ela se autorrepresentava com um olho no seu passado e outro no seu futuro, sendo, num tempo de tribulações e humilhações, uma proposta de reconstrução de uma história de grandeza e uma reafirmação de uma longa tradição de investimentos nas ciências, nas artes e na literatura. Cicogna contribuiu com o Saggio di Bibliografia Veneziana, uma de suas obras mais importantes e louvadas.

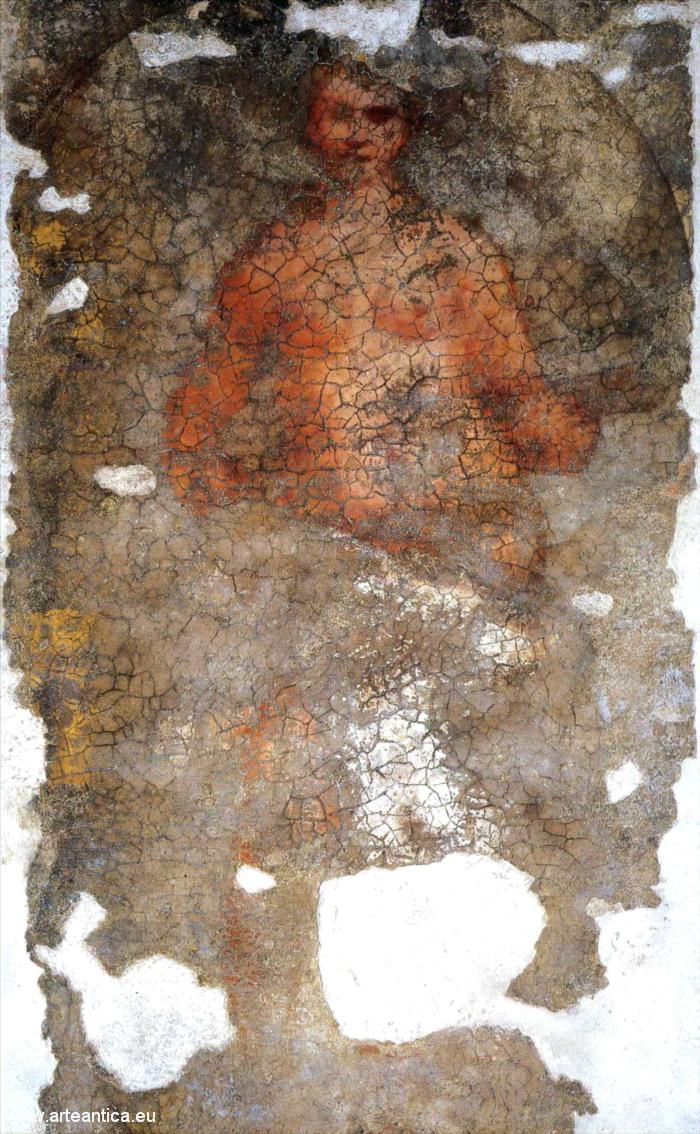
O afresco de Giorgione

Depois do falecimento de sua esposa Carlota Colpo em 1849, passou a considerar sua atividade intelectual sua razão de viver. Aposentado no Tribunal de Apelação em 1852, teve mais tempo e também mais recursos financeiros para se dedicar aos seus interesses, recebendo uma pensão vitalícia do Instituto Vêneto, outra do conde Benedetto Valmarana e outra da esposa do conde.
Em 1853 foi eleito membro da Junta do Panteão Vêneto. Protestou contra a renovação do Fondaco dei Tedeschi, prevista para apagar da fachada os últimos remanescentes de antigos afrescos, conseguindo a preservação de um fragmento atribuído a Giorgione. Nesta época sua reputação já estava amplamente consolidada, era frequentemente consultado por outros eruditos, inclusive estrangeiros, e foi indicado para a presidência do importante arquivo geral da congregação de Santa Maria Gloriosa dei Frari, mas recusou dizendo que não aceitaria qualquer posto diretivo, pois estorvaria seu trabalho intelectual. Porém, aceitou uma posição de colaborador na administração do Arquivo de Estado de Veneza, nunca antes aberto a pessoas que não eram funcionários.
Era considerado dono de uma moral e probidade exemplares, e sempre viveu modestamente, mas reuniu para si uma coleção impressionante para os recursos limitados de que dispunha, incluindo uma biblioteca com cerca de 40 mil volumes, contendo muitas edições raras, cerca de 5 mil manuscritos latinos, gregos e italianos, muitos deles raros e iluminados, além de milhares de obras menores, sendo uma das maiores e melhores bibliotecas privadas venezianas de seu tempo, além de colecionar estampas, medalhas, pinturas e antiguidades.
Muito aplaudido pela intelectualidade durante sua vida, chamado de "Varrão Veneziano", e coberto de honras, faleceu em Veneza em 22 de fevereiro de 1868, tendo legado por testamento sua excepcional biblioteca para a cidade de Veneza, que a instalou no Museu Correr. O Conselho Comunal pagou honrosas cerimônias fúnebres e concordou com seu pedido de sustentar suas duas irmãs sobreviventes pelo resto de suas vidas, e seu colega Agostino Sagredo proferiu um longo discurso em sua memória no Instituto Vêneto, no qual disse:
"Senhores, enquanto a história de Veneza e da sua República estiverem entre as partes mais importantes da história da nossa nação, e não só, mas também da história da Europa, pelo importantíssimo papel que Veneza e a República tiveram no desenvolvimento da segunda civilidade, o nome e a obra de Emmanuele Antonio Cicogna permanecerão sempre em posição de grandíssima honra. Na perda de Cicogna vemos abrir-se entre estas cátedras um vácuo difícil de ser preenchido, porque muito difícil será surgir outro homem cuja vida, mente e ânimo sejam capazes de deixar obra comparável à sua".

## Obra
Na opinião de Paolo Preto, seu preparo intelectual não fora completo nem muito amplo, e isso se refletiria nos seus escritos, que para ele mostram uma certa incapacidade de organizar e sintetizar suas fontes e criar uma narrativa orgânica, tendo mais o caráter de compilações. No entanto, na visão de Isabella Collavizza, sua formação foi sólida, e seu método não diferia muito daquele dos outros eruditos do seu tempo, numa época em que a historiografia recém começava a se consolidar como ciência, e teve mesmo traços inovadores ao procurar estabelecer elos entre o passado e o presente, distanciando-se da tradição enciclopédica do século XVIII e mantendo uma ideia de história como "o confronto constante com o contemporâneo e, portanto, com a crônica citadina, que assim entra plenamente na narrativa". Enquanto viveu sua bagagem intelectual e científica foi considerada de alta qualidade. De qualquer forma, Cicogna dizia que sua preocupação principal era reunir material disperso que outros depois dele usariam com mais proveito.
O fruto da sua incansável atividade de erudito e colecionista se traduziu em mais de 200 artigos e livros abordando uma vasta gama de temas sobre a história de Veneza, incluindo biografias de nobres, literatos e cientistas, volumes de ilustrações de esculturas e monumentos, nobiliários, comentários, tabelas cronológicas, genealogias, crônicas históricas, guias turísticos, estudos sobre diplomática, bibliografia, arquitetura, antiguidades, irmandades religiosas, instituições civis e outros gêneros. Traduziu muitas obras latinas e editou e publicou obras alheias, muitas vezes com prefácios, comentários e anotações de sua autoria, nas áreas de ciência, moral, história, arte, arquitetura, geografia, religião, literatura, correspondência, diários e outras. Também teve acesso ao Arquivo de Estado, onde coletou grande quantidade de informação de documentação oficial. Destacam-se em sua grande produção o Saggio di bibliografia veneziana e Delle Inscrizioni Veneziane, que o tornaram famoso na Europa.
Entre suas principais publicações estão:
- Trattatelli inediti di Gianmaria Ortes, 1853, uma edição das obras de Ortes sobre economia.[3]
- Lettera di Emmanuele Antonio Cicogna a Cleandro Conte di Prata intorno ad alcune regate veneziano pubbliche e private, 1856, um comentário histórico sobre as regatas venezianas.[3]

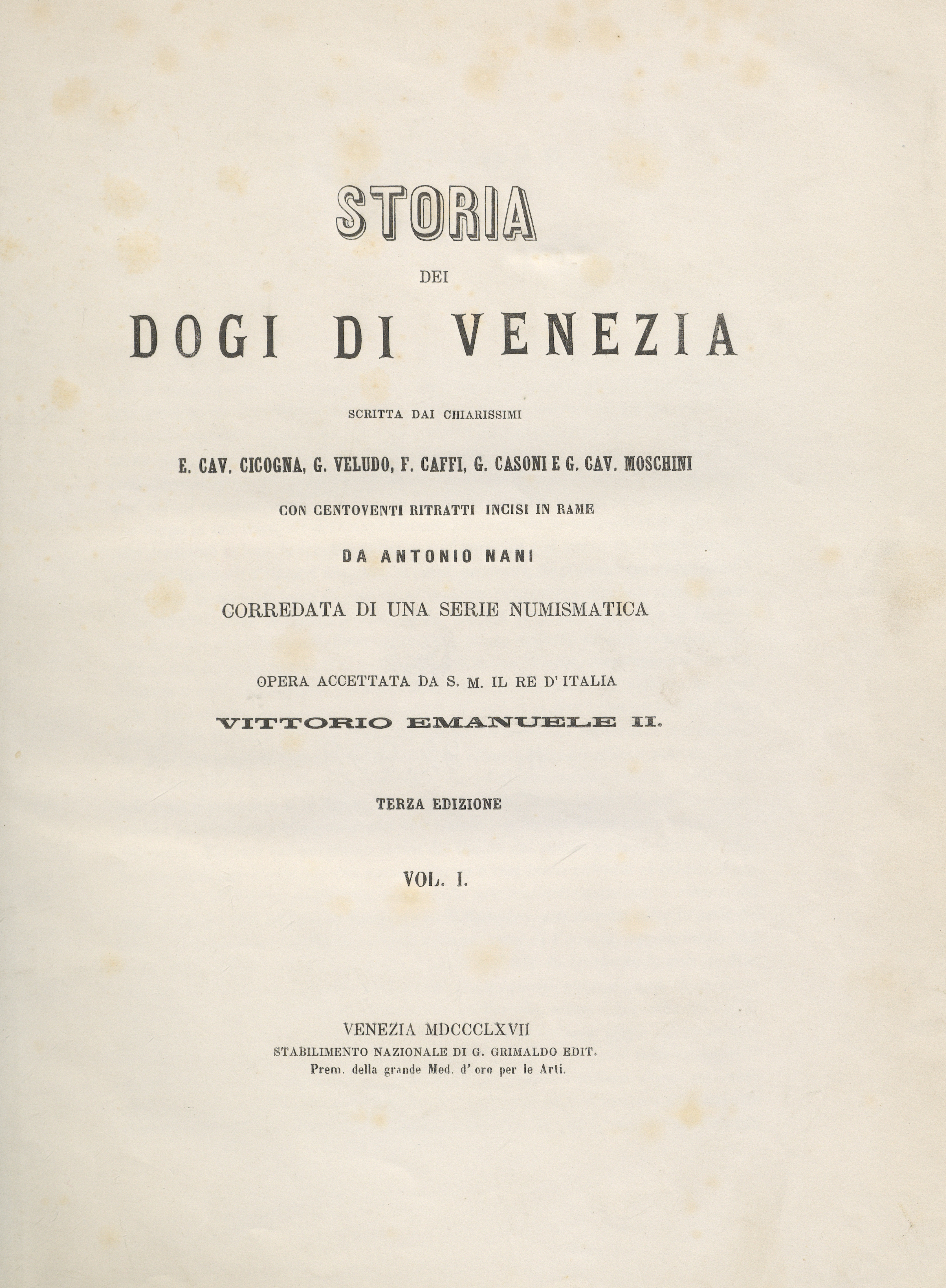
Folha de rosto da obra Storia dei dogi di Venezia

- Storia dei dogi di Venezia, 1860, coleção de biografias sobre alguns doges escrita em parceria com Giovanni Voludo, Francesco Caffi, Giovanni Casoni e Giannantonio Moschini.[3]
- Comentários eruditos sobre a Crônica de Martino da Conal, sobre os despachos de Francesco Foscari e sobre a Crônica de Daniele Barbaro.[3]
- Saggio di Bibliografia Veneziana, 1847, o primeiro em seu gênero composto em Veneza,[5] uma de suas obras mais valiosas, é uma ampla sistematização das obras mais importantes da bibliografia veneziana, dividida em seções de História Eclesiástica, Política e Civil; Genealogia e Biografia; Literatura; Artes e Antiguidades, e Ciência, incluindo 5.942 títulos e breves descrições e comentários sobre o conteúdo de cada obra. Conta com três apêndices: o primeiro com uma cronologia da história de Veneza do ano 400 ao ano 1797; outro com um nobiliário de famílias venezianas extintas antes de 1797, e o terceiro com um nobiliário com famílias existentes em 1797. Ampliada por Girolamo Soranzo em 1885 e reimpressa várias vezes, permanece até hoje uma referência essencial para a historiografia veneziana.[3][6] [5]
- Delle Inscrizioni Veneziane, 1824-1864, em seis volumes fartamente ilustrados, reúne inscrições encontradas em monumentos, lápides fúnebres, epígrafes comemorativas, igrejas e outros locais, datando do século IX ao século XIX, também uma referência historiográfica de grande importância.[3][5]

Deixou ainda uma série de novelas, crônicas, poemas, epigramas, panegíricos, obituários, tratados devocionais, crítica literária e artística, além de significativa correspondência e seus diários.
Na apreciação de Isabella Collavizza, "na visão de seus contemporâneos, Emmanuele Antonio Cicogna se destacava como um grande conhecedor da tradição literária, bibliográfica e histórico-artística da República de Veneza. Erudito, editor, bibliófilo e colecionador apaixonado, Cicogna assumia um papel de referência preciso para o mundo intelectual da época. Um papel que, se claramente identificado nas biografias retóricas oitocentistas, se perdeu na historiografia posterior, interessada em aspectos específicos e circunscritos, revelando os limites de um conhecimento bastante desarticulado e fragmentário sobre o personagem".
A recuperação do seu legado iniciou com Antonio Pilot em 1915, que reavaliou seu suposto desinteresse pela política e o considerou "fonte histórica imprescindível e testemunha direta dos mais importantes fatos venezianos". Depois desse estudo inaugural, ele foi esquecido até a década de 1980, quando ressurgiu o interesse acadêmico pelo colecionismo. Em 1986 foi montada no Museu Correr a mostra Uma cidade e seu museu, quando sua figura foi redescoberta por Attilia Dorigato, que publicou um estudo enfocando seu testamento e a doação da sua biblioteca. Isso chamou a atenção de outros historiadores, surgindo diversos estudos que resgataram seu legado cultural e várias de suas publicações foram reeditadas. Apesar disso, para Collavizza sua imagem contemporânea ainda é incompleta e precisa de mais atenção, embora já tenha ficado claro seu importante papel de intermediário e informante em uma ativa comunidade de artistas, literatos e historiadores, para a qual servia de consultor; sua relevante atuação nos principais institutos culturais venezianos de seu tempo, e "sua culta contribuição para a promoção de uma renovada consciência de proteção das artes".

## Distinções
Recebeu a Medalha do Mérito Civil da Áustria, a Legião de Honra da França, a Ordem de São Fernando e do Mérito do Reino das Duas Sicílias no grau de cavaleiro, e medalhas de ouro do imperador da Rússia e dos reis da Prússia, Nápoles e Sardenha. Foi eleito conselheiro extraordinário da Academia de Belas Artes de Veneza, membro efetivo do Instituto Vêneto e da Junta do Panteão Vêneto, correspondente da Academia Imperial de Viena e da Accademia Roveretana degli Agiati, sócio honorário da Academia de Belas Artes de Bolonha, e associado de várias academias de Florença, Turim, Udine, Rovigo, Arezzo e outras cidades.
Em 1866 um busto com sua efígie foi incluído na galeria de homens ilustres do Panteão Vêneto, e outro busto foi instalado postumamente no Museu Correr, homenageando sua importante doação. O Centro de Estudos Medievais e Renascentistas de Veneza, fundado em 2001, foi batizado com seu nome, homenageando seu trabalho de recuperação da memória histórica e bibliográfica veneziana.